# العلاقات البرتغالية البولندية
العلاقات البرتغالية البولندية هي العلاقات الثنائية التي تجمع بين البرتغال وبولندا.

## مقارنة بين البلدين
هذه مقارنة عامة ومرجعية للدولتين:
| وجه المقارنة                                              | البرتغال                                                  | بولندا                                                                             |
| --------------------------------------------------------- | --------------------------------------------------------- | ---------------------------------------------------------------------------------- |
| المساحة (كم2)                                             | 92.21 ألف                                                 | 312.68 ألف                                                                         |
| عدد السكان (نسمة)                                         | 10.60 مليون                                               | 38.43 مليون                                                                        |
| الكثافة السكانية (ن./كم²)                                 | 114.95                                                    | 122.91                                                                             |
| العاصمة                                                   | لشبونة                                                    | وارسو                                                                              |
| اللغة الرسمية                                             | اللغة البرتغالية، اللغة الميراندية                        | اللغة البولندية                                                                    |
| العملة                                                    | يورو، اسكودو برتغالي                                      | زلوتي بولندي                                                                       |
| الناتج المحلي الإجمالي (بليون دولار)                      | 217.57 مليار                                              | 524.51 مليار                                                                       |
| الناتج المحلي الإجمالي (تعادل القوة الشرائية) بليون دولار | 307.82 مليار                                              | 1.02 تريليون                                                                       |
| الناتج المحلي الإجمالي الاسمي للفرد دولار أمريكي          | 19.22 ألف                                                 | 12.55 ألف                                                                          |
| الناتج المحلي الإجمالي للفرد دولار أمريكي                 | 28.76 ألف                                                 | 26.14 ألف                                                                          |
| مؤشر التنمية البشرية                                      | 0.830                                                     | 0.843                                                                              |
| رمز المكالمات الدولي                                      | +351                                                      | +48                                                                                |
| رمز الإنترنت                                              | .pt                                                       | .pl                                                                                |
| المنطقة الزمنية                                           | توقيت غرب أوروبا، توقيت غرب أوروبا الصيفي، أوروبا/لشبونة ‏ | توقيت وسط أوروبا، ت ع م+01:00، ت ع م+02:00، أوروبا/وارسو ‏، توقيت وسط أوروبا الصيفي |

## مدن متوأمة
في ما يلي قائمة باتفاقيات التوأمة بين مدن برتغالية وبولندية:
- ترتبط باريرو مع وودج باتفاقية توأمة.
- ترتبط Sesimbra [الإنجليزية]‏ مع خوينا باتفاقية توأمة.
- ترتبط تاويرا مع Łańcut [الإنجليزية]‏ باتفاقية توأمة منذ 7 يوليو 2001.
- ترتبط كارتاكسو مع سووبسك باتفاقية توأمة.
- ترتبط باريرو  [لغات أخرى]‏ مع وودج باتفاقية توأمة.
- ترتبط Dão River [الإنجليزية]‏ مع غريفينو باتفاقية توأمة.
- ترتبط ألكوباكا مع Bełchatów [الإنجليزية]‏ باتفاقية توأمة.
- ترتبط فاطمة مع تشيستوخوفا باتفاقية توأمة.
- ترتبط بارسيلوس مع Kamienna Góra [الإنجليزية]‏ باتفاقية توأمة.
- ترتبط أوريم مع تشيستوخوفا باتفاقية توأمة.
- ترتبط Vila Nova de Poiares [الإنجليزية]‏ مع Mielec [الإنجليزية]‏ باتفاقية توأمة.
- ترتبط فيسيو مع لوبلين باتفاقية توأمة.[13]

## منظمات دولية مشتركة
يشترك البلدان في عضوية مجموعة من المنظمات الدولية، منها:
| علم المنظمة | اسم المنظمة                             | تاريخ انضمام البرتغال | تاريخ انضمام بولندا |
| ----------- | --------------------------------------- | --------------------- | ------------------- |
|             | حلف شمال الأطلسي                        | 4 أبريل 1949          | 12 مارس 1999        |
|             | وكالة ضمان الاستثمار متعدد الأطراف      | 6 يونيو 1988          | 29 يونيو 1990       |
|             | منظمة الشرطة الجنائية الدولية           | ?                     | ?                   |
|             | مجموعة الموردين النوويين                | ?                     | ?                   |
|             | منظمة حظر الأسلحة الكيميائية            | ?                     | ?                   |
|             | منظمة التجارة العالمية                  | ?                     | 1 يوليو 1995        |
|             | الفريق المعني برصد الأرض                | ?                     | ?                   |
|             | الأمم المتحدة                           | 14 ديسمبر 1955        | 24 أكتوبر 1945      |
|             | مركز تنسيق الحركة في أوروبا ‏            | ?                     | ?                   |
|             | المنظمة الأوروبية لسلامة الملاحة الجوية | 1986                  | 2004                |
|             | مؤسسة التمويل الدولية                   | 8 يوليو 1966          | 29 ديسمبر 1987      |
|             | يونسكو                                  | 11 مارس 1965          | 6 نوفمبر 1946       |
|             | مؤسسة التنمية الدولية                   | 29 ديسمبر 1992        | 28 أكتوبر 1960      |
|             | الوكالة الدولية للطاقة                  | ?                     | 25 سبتمبر 2008      |
|             | الاتحاد الأوروبي                        | 1986                  | 1 مايو 2004         |
|             | منظمة الأمن والتعاون في أوروبا          | 25 يونيو 1973         | 25 يونيو 1973       |
|             | الاتحاد الدولي للاتصالات                | 1866                  | 1921                |
|             | منظمة التعاون الاقتصادي والتنمية        | 4 أغسطس 1961          | 22 نوفمبر 1996      |
|             | مجموعة أستراليا                         | 1985                  | 1994                |
|             | وكالة الفضاء الأوروبية                  | ?                     | 19 يناير 2012       |
|             | نظام تحكم تكنولوجيا القذائف             | 1992                  | 1998                |
|             | مجلس أوروبا                             | ?                     | 26 نوفمبر 1991      |
|             | اتفاقية السماوات المفتوحة               | ?                     | ?                   |
|             | البنك الدولي للإنشاء والتعمير           | 29 مارس 1961          | 27 يونيو 1986       |
|             | المنظمة الهيدروغرافية الدولية           | ?                     | ?                   |
|             | الاتحاد البريدي العالمي                 | ?                     | 1 مايو 1919         |

## أعلام
هذه قائمة لبعض الشخصيات التي تربطها علاقات بالبلدين:
- ماريا بيا من سافوي (14 فبراير 1847 – 5 يوليو 1911)

## وصلات خارجية
- موقع وزارة الخارجية البرتغالية
- موقع وزارة الخارجية البولندية